# Aligator missisipski
Aligator missisipski, aligator amerykański, aligator missisipijski (Alligator mississippiensis) – gatunek krokodyla z rodziny aligatorowatych (Alligatoridae). Zamieszkuje tereny podmokłe w południowo-wschodniej części Stanów Zjednoczonych. Zimuje na lądzie w wygrzebanych przez siebie norach w pobliżu wody.

## Charakterystyka
Osiąga średnio 1,8–3,7 m długości, choć rekordowy osobnik mierzył ok. 5,8 m. Grzbiet ciemny oliwkowozielony, plamisty. Brzuch jasnożółty. Pysk krótki i szeroki. Kiedy jest zamknięty, krawędź górnej szczęki zachodzi na zęby w dolnej szczęce, którym odpowiadają zagłębienia w szczęce górnej, czyli inaczej niż u przedstawicieli rodzajów Crocodylus i Gavialis, w którym niższe zęby odpowiednie do zagłębień wystają na zewnątrz górnej szczęki. Pomiędzy oczami na kościach czaszki występuje kostny twór, podobny jaki ma kajman okularowy, ale nie tak wyraźny. Młode to miniatury dorosłych, różnią się jednak ubarwieniem ponieważ posiadają jasnożółte poprzeczne paski na czarnym tle zapewniające kamuflaż. Z wiekiem stopniowo tracą żółte paski i stają się oliwkowobrązowe i czarne. Obszary wokół szczęk, na szyi i brzuch są śmietankowo białe. Potrafią zaciskać szczęki z siłą 9452 niutonów.
Żywi się głównie rybami, ptakami oraz drobnymi ssakami, choć znane są przypadki upolowania przez ten gatunek jelenia lub bydła.

## Rozród
Samice osiągają dojrzałość przy długości ok. 1,8 m. Zaloty zaczynają się wiosną, kiedy temperatura wzrasta. Samce wydają donośne wibrujące głosy podobne do ryków, na które odpowiadają samice. Wibracje takie o niskiej częstotliwości przenoszą się w wodzie na znaczne odległości. Samce uderzają głowami o wodę, podrywają ciało nad powierzchnię wody oraz wydzielają zapachy z pary gruczołów piżmowych zlokalizowanych pod podbródkiem i przy steku. Pod koniec zalotów pary trą się pyskami. Takie zaloty mogą trwać kilka godzin. Na początku lata, gdy wciąż jest ciepło i wilgotno, samica buduje na brzegu rzeki - powyżej poziomu wody - kopiec z błota i szczątków roślin. Często robi to co rok w tym samym miejscu.  Za pomocą tylnych łap, wykopuje dołek w szczycie kopca i składa do niego od 20 do 50 jaj, które następnie zasypuje. Gniazdo może mieć ponad 1 m wysokości 2 m szerokości. Samica pozostaje w jego pobliżu, aby chronić je przez okres wylęgania, który trwa przeciętnie 65 dni co jest też zależne od temperatury. Młode gotowe do wylęgu wołają matkę, która otwiera gniazdo przednimi nogami i szczękami. Następnie przenosi w pysku w torbie z języka od 8 do 10 młodych do wody. W wodzie otwiera pysk i potrząsa nim łagodnie zachęcając młode do wyjścia. Młode pozostają blisko matki najczęściej przez okres roku, ale zdarza się, że i dwa lub nawet trzy lata. Bezbronne młode w razie niebezpieczeństwa wołają matkę na pomoc. Pomimo tej ochrony dużo młodych ginie od takich drapieżników, jak szop pracz, duże ryby, ptaki i inne aligatory. Młode mogą zimować w tej samej norze co samica.